# Alaçatı
Alaçatı (in greco Αλάτσατα, Alatsata) è un comune della Turchia sito nel distretto di Çeşme, nella provincia di Smirne.
Alaçatı è nota nel mondo del windsurf e del kitesurfing per il vento costante che soffia nella sua baia.

## Storia
Prima dello scambio di popolazioni tra Grecia e Turchia del 1923 la località era abitata prevalentemente da greci: Nel 1895 si contavano 13.845 greci e 132 musulmani.